# Salamá (Honduras)
Salamá is een gemeente (gemeentecode 1516) in het departement Olancho in Honduras.
Het dorp is gesticht in 1829 door families die uit de plaatsen Cofradía en Hacienda de Concepción in de gemeente Silca kwamen.
Het ligt op een vlak terrein, dat omgeven is door heuvels. Dichtbij stroomt het riviertje Telica.

## Bevolking
De bevolking is als volgt verdeeld:
| Vrouwen | 4070 | 52,3% |
| Mannen  | 3708 | 47,7% |

## Dorpen
De gemeente bestaat uit acht dorpen (aldea), waarvan het grootste qua inwoneraantal: Salamá (code 151601).